# Zieliniec (województwo wielkopolskie)
Zieliniec – wieś w Polsce, położona w województwie wielkopolskim, w powiecie wrzesińskim, w gminie Kołaczkowo.
W latach 1975–1998 wieś należała administracyjnie do województwa poznańskiego.

## Integralne części wsi
| SIMC    | Nazwa  | Rodzaj     |
| ------- | ------ | ---------- |
| 0585800 | Huby   | część wsi  |
| 0585816 | Janowo | przysiółek |

## Historia
Historia wsi sięga 1288 roku, jak zapisano w kronikach rycerz Dzierżykraj Westkowicz z Kopraszyc zapisał swoim dzieciom majątek, wśród dóbr wymieniono m.in. Zieliniec. Wieś wielokrotnie zmieniała właścicieli. W 1695 potwierdzono istnienie kościoła i szkoły parafialnej. Od XV do 1 połowy XIX w. wieś była zwana Zieleniec. Z tej wsi wywodzi się ród Zieleńskich herbu Jelita.
W latach 1898–1976 w Zielińcu znajdowała się stacja Wrzesińskiej Kolei Wąskotorowej
Właściciela Zieleńca od XV do XX wieku:
- W 1489 r. szlachetny Mikołaj Zielenski, dziedzic w Zielencu, na połowie wsi Zieleniec p. pyzdr. należnej z działu z bratem Mikołajem juniorem zw. Vestal zapisał 300 zł. tytułem wiana żonie szlachetnej Katarzynie córce Mikołaja Rogowskiego[6]
- ród Zieleńskich ma tę wieś w całości aż do ok. 1588 r. w którym to znaczne części sprzedali Maciejowi de Pigłowski s. Krzysztofa (ma je do ok. 1608r.)[7]
- w 1596 r. Dorota Mielzinska wdowa po Tomaszu Zielenskim odkupiła części tej wsi i innych od niejakiego Jana Laskowskiego, które wcześniej kupił je od braci Stanisława i Jakuba Zielenskich synów Macieja[8],
- w 1643 r. bracia Ludwik i Stefan Zielenscy synowie Ludwika ostatecznie pozbywają się tej wsi i innych części wsi Tarnowo, Spławie i Nowa Wieś na rzecz Stanisława Grabskiego s. Macieja[9],
- w 1645 r. od Grabskiego wieś Zieleniec i inne kupił Jan Nowowiejski s. Rafała i wraz z żoną Teofila Objezierska są jej właścicielami[10],
- w 1658 r. dziedzicem wsi jest Maciej Nowowiejski s. Jana (powyższego)[11],
- od ok. 1684 dziedzicem wsi jest Teodor Malczewski s. Macieja[12],
- od ok. 1688 do 1699 r. dziedzicem połowy tej wsi jest Dobrogost Suliński s. Piotra-Kazimierza,
- od ok. 1688 do 1692 r. dziedzicem połowy tej wsi jest Andrzej Osiecki ze Stawca łowczy inowrocławski[13],
- od 1692 r. dziedzicem połowy tej wsi jest Władysław Bronikowski s. Jana starosty soleckiego który kupił ją od Andrzeja Osieckiego za 20 000 zł[14],
- w 1669 r. Władysław Bronikowski podstoli wschowski (powyższy) s. Jana wykupił od Dobrogosta de Suliński pozostałe części tej wsi[15],
- w 1724 r. Andrzej Bronikowski s. Władysława podstolego wschowskiego sprzedał wieś Zieleniec Stanisławowi de Żychliński podkomorzycowi kaliskiemu za 52 000 zł[16],
- w 1729 r. Jan Strzyski s. Franciszka i Katarzyny Czekanowskiej kupił tę wieś od Stanisława Żychlińskiego za sumę 50 000 zł[17],
- w 1737 r. Zieleniec został kupiony przez Józefa Tomickiego s. Piotra od Jana Strzyski s. Franciszka za 65 000 zł.[18] Wieś ta należała przez 80 lat do Tomickich, do około 1817 r. a ostatnim z tego rodu właścicielem był Józef Tomicki syn Józefa[19].
- od około 1862 r. wieś ta należała do Alfonsa Pilaski z Wronczyna[20],
- w 1881 r. zapewne jego syn Juliusz Pilaski sprzedał ją niejakiemu Schulz właścicielowi Kołaczkowa. W tym roku prawdopodobnie po raz pierwszy zapisano tę wieś jako Zieliniec a nie jak do tej pory Zieleniec. Wieś liczyła sobie przy sprzedaży 2541 mórg[21],
- w latach 20. XX wieku wieś należała do rodziny Wilkoszewskich[22]

## Obiekty zabytkowe i historyczne
- Drewniany kościół parafialny pw. św. Mikołaja z XVIII wieku, orientowany, o konstrukcji zrębowej, oszalowany, kryty gontem. Obiekt zbudowano na podwalinach świątyni z przełomu XIII i XIV wieku. Ołtarz pochodzi z XVII w., a wyposażenie z XVI-XIX w. Świątynię remontowano w latach 1836 i 1985[23] (Parafia św. Mikołaja w Zielińcu)
- Eklektyczny pałac Wilkoszewskich z pocz. XX wieku.